# Pierre-Pflimlin-Brücke
Die Pierre-Pflimlin-Brücke überspannt rund fünf Kilometer südlich von Straßburg  bei Stromkilometer 282,2 den Rhein. Sie wurde nach zwei Jahren und sieben Monaten Bauzeit am 10. Oktober 2002 für den Verkehr freigegeben. Das Bauwerk hat zwei Fahrstreifen sowie einen Geh- und Radweg. Es verbindet den Neurieder Ortsteil Altenheim (L98) mit Eschau im Elsass (N353).
Die Brücke ist benannt nach dem Juristen und Politiker Pierre Pflimlin, der von 1959 bis 1983 Bürgermeister von Straßburg war.

## Geschichte
Die Brücke wurde auf Initiative hauptsächlich von Frankreich zusammen mit dem Land Baden-Württemberg geplant und realisiert. 1959 gab es erste Verhandlungen zwischen Frankreich und Deutschland über den Bau eines neuen Rheinübergangs bei Straßburg. Vierzehn Jahre später folgte ein Eintrag in den Verkehrsplan der Stadt Straßburg. Im Jahr 1980 wurde die Strecke Altenheim–Eschau südlich von Straßburg von der trilateralen Regierungskommission Frankreichs, Deutschlands und der Schweiz schließlich als neuer Rheinübergang festgelegt. 1983 kam es zum Eintrag des Projektes in den Verkehrsplan des Landes Baden-Württemberg und ein Jahr später zur endgültigen Streckenfestlegung.
Ziel war es, die Europabrücke zwischen Kehl und Straßburg vom Durchgangsverkehr zu entlasten. Der für die Realisierung des Projektes notwendige Staatsvertrag wurde am 5. Juni 1996 im Rahmen des deutsch-französischen Gipfeltreffens in Dijon unterzeichnet. Im selben Jahr erging der Planfeststellungsbeschluss in Frankreich, am 15. Juli 1997 in Deutschland, der 1999 bestandskräftig wurde. Nachdem eine Arbeitsgemeinschaft zweier deutscher Bauunternehmen mit den Arbeiten an der Strombrücke beauftragt worden war, fand am 11. Februar 2000 die Grundsteinlegung statt und am 10. Oktober 2002 folgte unter der Bezeichnung Pierre-Pflimlin-Brücke die feierliche Verkehrsfreigabe.
Den Namen erhielt das Bauwerk, gerade auch im Hinblick auf ihre symbolische Bedeutung als neue Verbindung über die Grenze zwischen Deutschland und Frankreich, zu Ehren von Pierre Pflimlin, dem früheren Straßburger Bürgermeister und langjährigen Präsidenten des Europäischen Parlamentes, der diese Institution somit personell mit Straßburg verband.
Den hälftigen deutschen Kostenanteil für den Bau der Straßenbrücke im Zuge der baden-württembergischen Landesstraße L 98 trug das Land Baden-Württemberg als Baulastträger. Die französische Verwaltung war federführend für den Bau. Die Vorlandbrücke auf der französischen Seite und die Strombrücke wurden von Frankreich als Bauherr unter Anwendung französischer Vorschriften und Normen nach einem Entwurf der französischen Autobahnverwaltung SETRA (Service d’Etudes Techniques des Routes et Autoroutes) errichtet. Bei der Vorlandbrücke am deutschen Ufer war das Land Baden-Württemberg Bauherr, der Bau erfolgte hier nach den deutschen Vorschriften.

## Verkehrliche Bedeutung

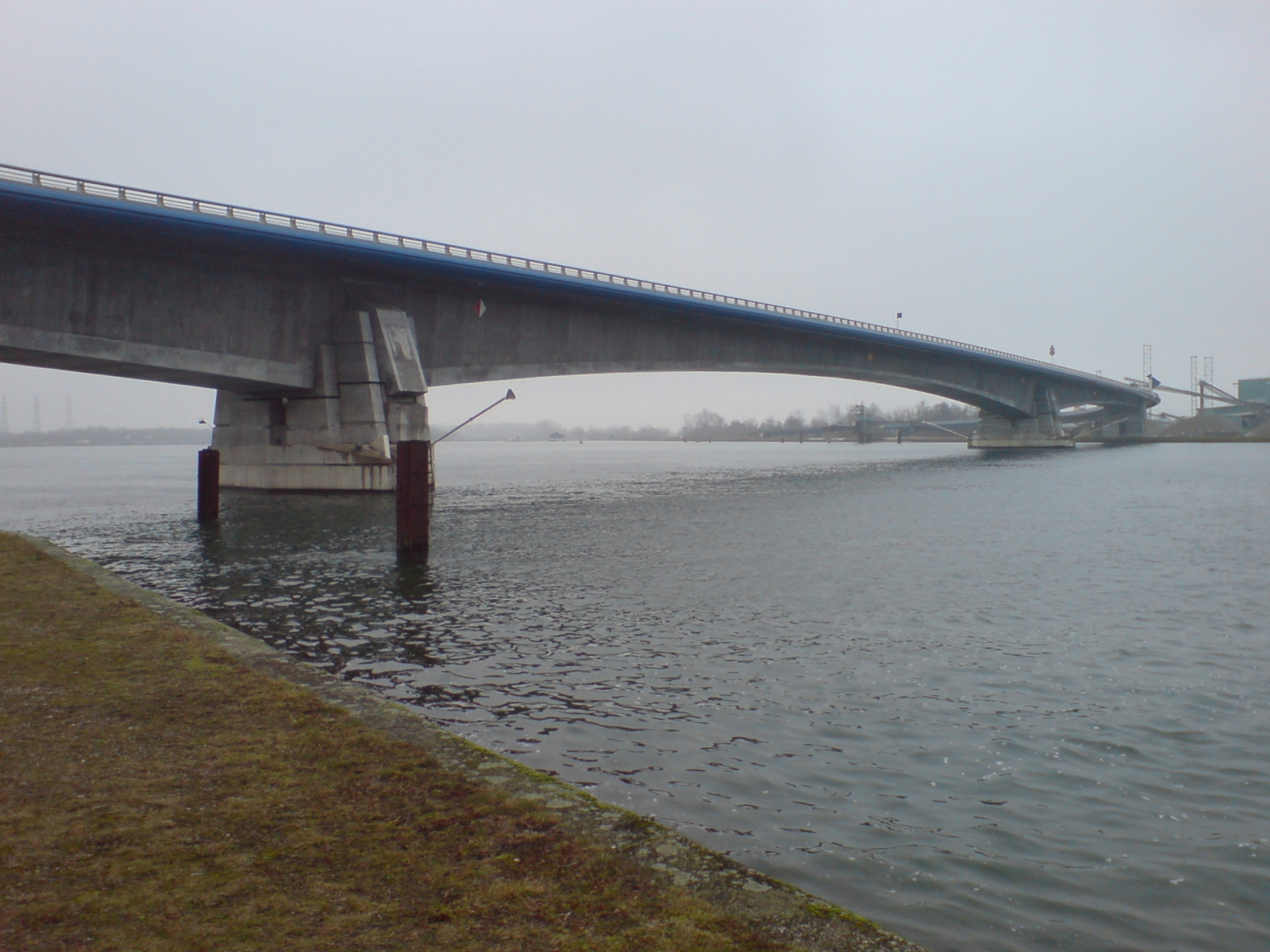
Strombrücke

Der Bau der Rheinbrücke war ein Projekt des transeuropäischen Verkehrsnetzes TEN. Sie ist Teil einer ortsdurchfahrtfreien Querverbindung zwischen der BAB 5 und der französischen A35, die außer dem grenzüberschreitenden Durchgangsverkehr auch einer besseren Anbindung des Straßburger Flughafens Entzheim an Deutschland dient. Die Autobahnausfahrt Offenburg der BAB 5 auf die zweispurige L 98 trägt im Hinblick auf diesen Rheinübergang auch die (sprachenmischende) Benennung „Strasbourg Süd“. Auf der französischen Seite schließt die N 353 an, die mit zwei Fahrstreifen je Fahrtrichtung autobahnähnlich ausgebaut ist. Seit 2011 führt der grenzüberschreitende Fahrradrundweg Radweg zu den Forts über die Brücke.
Die Pflimlin-Brücke ist nach der rund zwanzig Jahre älteren Autobahnbrücke von Ottmarsheim  die zweite neue Rheinbrücke an der deutsch-französischen Grenze, die nach dem Zweiten Weltkrieg für den überregionalen Straßenverkehr errichtet wurde und kein Vorgängerbauwerk hatte. Sie ist der erste feste Rheinübergang in diesem Bereich, der keine (festen) grenztypischen Einrichtungen (Zoll- und Kontrollgebäude usw.) hat. Die anderen Brückenneubauten dienten der Wiederherstellung von Rheinübergängen nach den Zerstörungen des Zweiten Weltkrieges und im Rahmen des Rheinausbaus (Kanal- und Schlingenausbau) oder besitzen nur eine regionale verkehrliche Bedeutung. Planungsüberlegungen für zwei weitere neue Rheinübergänge gibt es zwischen Rust und Meißenheim, der dem lokalen Verkehr dienen soll und zwischen Lörrach und Village-Neuf, zur Verbindung der A 98 mit der A35.

## Konstruktion

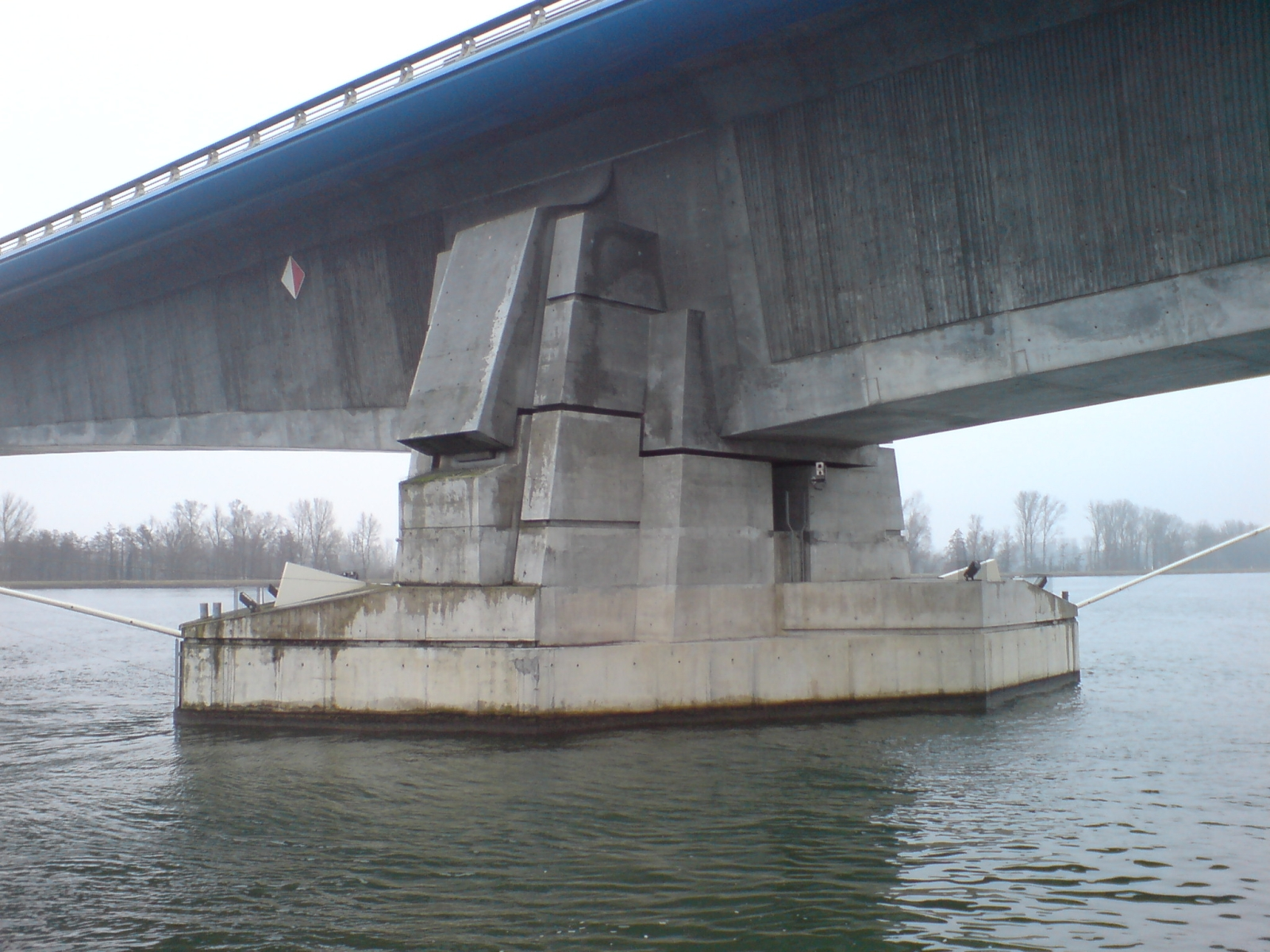
Strompfeiler

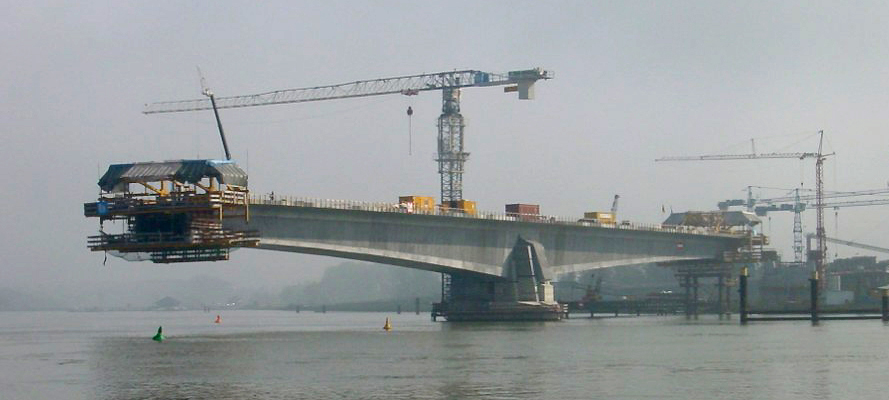
Freivorbau der Strombrücke

Der 14,75 Meter breite Brückenzug besteht bei einer Gesamtlänge von rund 972 Metern aus drei Teilen. Auf französischer Seite steht eine 215 Meter lange Vorlandbrücke mit vier 53,75 Meter weit spannenden Feldern, die im Taktschiebeverfahren als Stahlbetonbrücke mit einem Hohlkastenquerschnitt errichtet wurde. Sie besitzt eine Tiefgründung mit Großbohrpfählen. Die dreifeldrige Hauptbrücke ist 461,7 Meter lang, bei einer Hauptspannweite von 205 Meter und 123,4 bzw. 133,3 Meter langen Randfeldern. Die Strompfeiler, auf denen sie ruht, wurden auf etwa 50 Meter langen Pfählen gegründet. Es handelt sich um eine Balkenbrücke, die im Freivorbau mit Taktlängen von 3,5 bis 5,0 Meter pro Woche errichtet wurde. Sie hat einen stark gevouteten Spannbeton-Hohlkasten mit Höhen von 8,6 Meter am Pfeiler und 4,5 Meter in Brückenmitte und konnte aufgrund des verwendeten Hochleistungsbetons mit einer sehr schlanken Form realisiert werden. Auf deutscher Seite schließt sich eine weitere 295 Meter lange Vorlandbrücke aus Spannbeton mit fünf Feldern und maximal 64 Meter Stützweite an.